# کاپا² مرغ بهشتی
کاپا² مرغ بهشتی یک ستاره است که در صورت فلکی مرغ بهشتی قرار دارد.